# Offensiva di De Bono
L'offensiva di De Bono rappresenta la prima fase della guerra d'Etiopia e iniziò quando il generale italiano Emilio De Bono invase il Tigrè.

## Antefatto
L'incidente di Ual Ual, avvenuto tra truppe irregolari etiopiche e truppe coloniali italiane presso il fortino della omonima località di confine il 5 dicembre 1934, fu il casus belli che preluse alla guerra d'Etiopia.
Nel novembre del 1933, su richiesta di Mussolini, De Bono preparò un piano per l'invasione dell'Etiopia. Quello che scrisse indicava una preparazione classica dell'invasione, con una piccola forza penetrante gradualmente a sud dall'Eritrea. Queste piccole forze avrebbero stabilito delle basi dalle quali poi sarebbe stato possibile avanzare e incrementare l'offensiva contro i nemici. Il piano predisposto da De Bono venne visto come poco costoso, facile e sicuro ma lento.

## L'invasione italiana
Alle 5:00 del mattino del 3 ottobre 1935 il generale Emilio De Bono attraversò il fiume Mareb e avanzò in Etiopia dall'Eritrea senza che fosse siglata una dichiarazione di guerra. In risposta all'invasione italiana, l'Etiopia dichiarò invece guerra all'Italia. A questo punto della campagna, le scarse vie di comunicazione rappresentavano un profondo handicap per gli italiani invasori i quali iniziarono dunque la costruzione di nuove strade che partivano dal confine.
Il generale De Bono era il comandante in capo di tutte le truppe italiane nell'Africa Orientale. Inoltre egli era comandante in capo delle forze invadenti dall'Eritrea, disponendo di un totale di nove divisioni ripartite in tre corpi d'armata: il I Corpo, il II Corpo ed il Corpo Eritreo.
Le Forze aeree in Eritrea erano rappresentate dalla III Brigata aerea del Generale Ferruccio Ranza, dal Comando IV Gruppo Bombardamento, dalla Squadriglia Stato maggiore Asmara, dalla Sezione autonoma idrovolanti, dal Reparto aereo imbarcato sulla Regia Nave Taranto (esploratore), dal Comando Aviazione di Assab da cui dipendono:
- Comando XXVII Gruppo bombardamento AO di Assab;
- una sezione della 14ª Squadriglia;
- una sezione della Squadriglia di Ro.1 Libica;
- una sezione della 116ª Squadriglia;
- una sezione della 106ª Squadriglia.[4]

Il generale Rodolfo Graziani era subordinato direttamente a De Bono e venne posto a capo delle forze di supporto dalla Somalia italiana. Inizialmente egli disponeva di due divisioni e di una grande varietà di piccole unità al suo comando. Dopo l'avanzata di De Bono in Eritrea, Graziani avanzò anch'egli assoldando somali, eritrei e libici.
Le Forze aeree in Somalia erano formate dal Comando 7º Stormo Bombardamento dislocato a Mogadiscio.
All’inizio delle ostilità, erano operativi in Eritrea e in Somalia poco più di un centinaio di aerei.

### Le occupazioni di Adua, Adigrat e Axum

Ascaro eritreo saluta l'ingresso delle truppe italiane in Adua 1935

Il 5 ottobre, il I corpo prese la città di Adigrat ed il 6 ottobre 1935, Adua venne catturata per merito del II corpo, quella stessa Adua in cui nel 1896 l'esercito italiano era stato sconfitto dall'esercito di Menelik. Ma nel 1935 la situazione era ben diversa rispetto all'Ottocento in quanto il negus aveva ordinato ai diversi ras di ritirare le proprie truppe dal fiume Mareb.
Il 6 ottobre 1935 la Società delle Nazioni condannò ufficialmente l'attacco italiano, condanna formalizzata quattro giorni dopo dall'assemblea della Società che istituì un comitato composto da diciotto membri incaricati di studiare le misure da prendere contro l'Italia.
L'11 ottobre di quell'anno, il dejazmach Haile Selassie Gugsa e 1 200 dei suoi uomini si arresero al comando italiano presso Adagmos. De Bono notificò a Roma al ministero dell'informazione esagerando l'importanza dell'accadimento in quanto Haile Selassie Gugsa era genero dell'imperatore Haile Selassie.

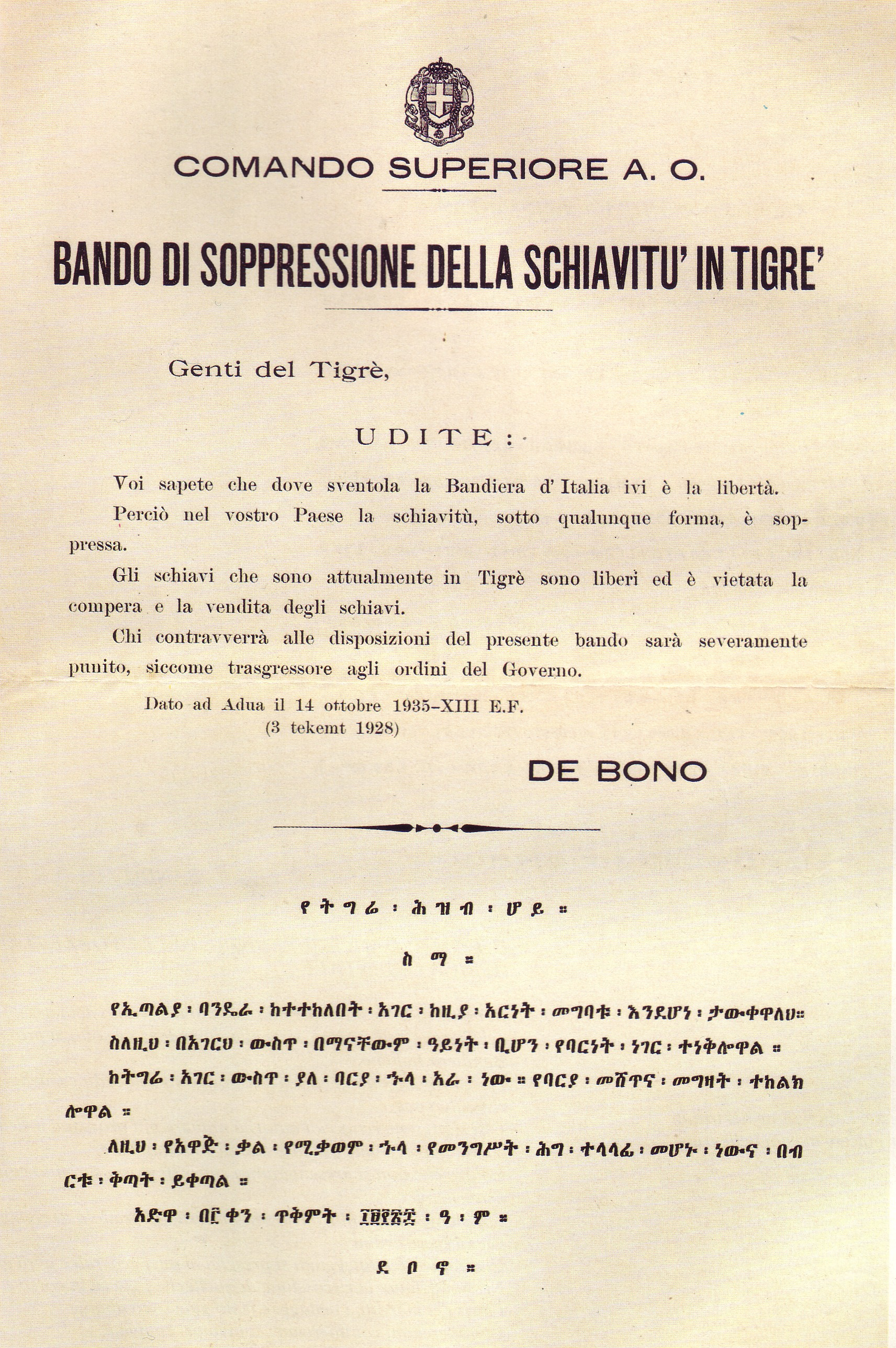
Il bando De Bono che sopprimeva la schiavitù nel Tigrè

Il 14 ottobre, De Bono emanò un proclama che ordinava l'abolizione della schiavitù. Ad ogni modo egli ebbe a scrivere: "Sono obbligato a dire che la proclamazione da me fatta non ha particolare effetto sui proprietari di schiavi. Molti di questi, inoltre, nell'istante stesso in cui vengono liberati, si presentano alle autorità italiane chiedendo 'Chi mi darà del cibo ora?'" Ottenuto il diritto di percepire uno stipendio, la maggior parte degli ex schiavi scelse di restare con i vecchi padroni. Dal 15 ottobre, le forze al comando di De Bono si spostarono da Adua verso Axum per l'occupazione della città. De Bono entrò su di un cavallo bianco trionfante in città e decise poi di inviare a Roma il noto Obelisco di Axum nel 1937 come segno della conquista dell'Italia in Africa.

### La mobilitazione etiope
Nel frattempo, gli etiopi si erano mobilitati sul fronte settentrionale. Il 17 ottobre per quattro ore ad Addis Abeba i 70 000 Mahel Safari vennero passati in rassegna dall'imperatore. L'esercito era guidato dal Ras Mulugeta Yeggazu, ministro della guerra etiope. Ras Mulugeta ed i Mahel Safari si spostarono dunque a piedi lungo la "Via Imperiale" verso Dessiè. Da Dessiè, Ras Mulugeta si spostò poi verso Amba Aradam a nord. I Mahel Safari colsero anche l'occasione lungo il cammino per razziare i villaggi di Azebu e Raya appartenenti alla recalcitrante tribù degli Oromo.. A Gondar, capitale della provincia di Begemder, il Ras Kassa Haile Darge di Shewa convocò un meeting con gli altri generali e Ras Kassa riuscì a creare un esercito di circa 160000 uomini in breve tempo. A Debra Markos, capitale della provincia di Gojjam, Ras Imru Haile Selassie riuscì a creare un ulteriore esercito composto da 25000 uomini attorno a Shire. A Semien ed a Wolkait, il Fitawrari Ayalew Birru riuscì a raccogliere altri 10000 uomini.

### L'occupazione di Macallé
Il 3 novembre furono approvate le sanzioni discusse dal comitato decidendone l'entrata in vigore il 18. Mussolini che voleva anticipare le sanzioni da posizioni di forza con l'occupazione di tutto il Tigrè, ordinò una nuova l'offensiva verso l'interno che portò ad occupare l'8 novembre Macallè che era la sede di Haile Selassie Gugsa nella regione del Tigrai orientale. Il 18 novembre il Regno d'Italia fu colpito dalle sanzioni economiche imposte dalla Società delle Nazioni, approvate da 50 stati con il solo voto contrario dell'Italia e l'astensione di Austria, Ungheria e Albania.
Il 17 dicembre 1935 ricevette il Telegramma di Stato 13181 che gli indicava che con la presa di Macallé la sua missione era completata. Egli fu quindi sostituito dal maresciallo Pietro Badoglio.
Il 16 gennaio 1936, De Bono fu promosso Maresciallo d'Italia come ricompensa per gli sforzi compiuti nella campagna d'Africa.